# Ідо Леві
Ідо Леві (івр. עידו_לוי, нар. 31 липня 1990, Хадера) — ізраїльський футболіст, захисник клубу «Хапоель» (Раанана).

## Клубна кар'єра
Леві почав грати в футбол в молодіжній команді «Маккабі» (Нетанья), і дебютував за основу 12 листопада 2008 року, вийшовши на заміну в матчі проти єрусалимського «Бейтара» (2:0) в рамках Кубка Тото. Після цього Леві продовжив грати за молодіжну команду до літа 2010 року, коли він був відданий в оренду «Хапоель» (Герцлія) з Національної ліги, другого за рівнем дивізіону країни, де провів наступний сезон.
Перед сезоном 2011/12 Леві повернувся до «Маккабі» (Нетанья), а 24 вересня 2012 року дебютував у Прем'єр-лізі, перемігши 2:1 «Хапоель» (Акко). 26 липня 2012 року він дебютував у єврокубках, вийшовши на поле в матчі Ліги Європи проти фінського КуПСа (1:0). Після звільнення тренера команди Таля Баніна і приходу нового тренера Реувена Атара Леві перестав бути основним гравцем, а наприкінці сезону команда вилетіла з вищого дивізіону. 7 лютого 2014 року він забив свій перший гол в клубі, забивши у ворота «Маккабі» (Герцлія) і в кінці сезону він повернувся з клубом до Прем'єр-ліги, де провів ще один сезон.
8 вересня 2015 року він підписав трирічний контракт з клубом «Хапоель» (Раанана), де відразу став основним гравцем.

## Виступи за збірну
Протягом 2011—2013 років залучався до складу молодіжної збірної Ізраїлю, з якою був учасником молодіжного чемпіонату Європи 2013 року, де його команда не вийшла з групи. Всього на молодіжному рівні зіграв у 12 офіційних матчах.